# Campeonato Neerlandés de Fútbol 1929-30
El Campeonato Neerlandés de Fútbol 1929/30 fue la 42.ª edición del campeonato de fútbol de los Países Bajos. Participaron 50 equipos divididos en cinco divisiones. El campeón nacional sería determinado por un grupo final formado con los ganadores de las divisiones de fútbol del este, norte, sur y dos del oeste. Go Ahead ganó el campeonato de este año.

## Nuevos participantes
Eerste Klasse Este:
- Promovido desde la 2ª división: PEC Zwolle

Eerste Klasse Norte:
- Promovido desde la 2ª división: LAC Frisia 1883

Eerste Klasse Oeste-I:
- Trasladado desde Oeste-II: DFC, HBS Craeyenhout, SBV Excelsior y VSV
- Promovido desde la 2ª división: HFC Haarlem

Eerste Klasse Oeste-II:
- Trasladado desde Oeste-I: Hermes DVS, Koninklijke HFC, Stormvogels y VUC

## Divisiones

### Eerste Klasse Este
| Pos | Equipo             | PJ | PG | PE | PP | GF | GC | Pts | DG  | Notas                                     |
| --- | ------------------ | -- | -- | -- | -- | -- | -- | --- | --- | ----------------------------------------- |
| 1   | Go Ahead           | 18 | 14 | 3  | 1  | 72 | 25 | 31  | +47 | Clasificado al grupo final por el título. |
| 2   | SC Enschede        | 18 | 11 | 2  | 5  | 51 | 28 | 24  | +23 |                                           |
| 3   | AGOVV Apeldoorn    | 18 | 8  | 6  | 4  | 56 | 44 | 22  | +12 |                                           |
| 4   | Heracles           | 18 | 8  | 4  | 6  | 42 | 47 | 20  | -5  |                                           |
| 5   | ZAC                | 18 | 8  | 3  | 7  | 42 | 40 | 19  | +2  |                                           |
| 6   | HVV Tubantia       | 18 | 5  | 5  | 8  | 42 | 46 | 15  | -4  |                                           |
| 7   | FC Wageningen      | 18 | 6  | 2  | 10 | 42 | 52 | 14  | -10 |                                           |
| 8   | Vitesse            | 18 | 3  | 6  | 9  | 40 | 60 | 12  | -20 |                                           |
| 9   | Robur et Velocitas | 18 | 5  | 2  | 11 | 36 | 69 | 12  | -33 |                                           |
| 10  | PEC Zwolle         | 18 | 5  | 1  | 12 | 47 | 59 | 11  | -12 |                                           |

PJ = Partidos jugados; PG = Partidos ganados; PE = Partidos empatados; PP = Partidos perdidos; GF = Goles a favor; GC = Goles en contra; Pts = Puntos; DG = Diferencia de goles

### Eerste Klasse Norte
| Pos | Equipo          | PJ | PG | PE | PP | GF | GC | Pts | DG  | Notas                                     |
| --- | --------------- | -- | -- | -- | -- | -- | -- | --- | --- | ----------------------------------------- |
| 1   | Velocitas 1897  | 18 | 13 | 3  | 2  | 61 | 32 | 29  | +29 | Clasificado al grupo final por el título. |
| 2   | Veendam         | 18 | 10 | 3  | 5  | 58 | 28 | 23  | +30 |                                           |
| 3   | LAC Frisia 1883 | 18 | 10 | 2  | 6  | 42 | 36 | 22  | +6  |                                           |
| 4   | Achilles 1894   | 18 | 8  | 4  | 6  | 46 | 41 | 20  | +5  |                                           |
| 5   | Be Quick 1887   | 18 | 8  | 1  | 9  | 43 | 39 | 17  | +4  |                                           |
| 6   | GVAV Rapiditas  | 18 | 5  | 6  | 7  | 36 | 42 | 16  | -6  |                                           |
| 7   | LVV Friesland   | 18 | 6  | 4  | 8  | 39 | 49 | 16  | -10 |                                           |
| 8   | VV Leeuwarden   | 18 | 7  | 0  | 11 | 46 | 56 | 14  | -10 |                                           |
| 9   | MVV Alcides     | 18 | 6  | 1  | 11 | 44 | 58 | 13  | -14 |                                           |
| 10  | WVV Winschoten  | 18 | 4  | 2  | 12 | 37 | 71 | 10  | -34 | Descendido a la segunda división.         |

PJ = Partidos jugados; PG = Partidos ganados; PE = Partidos empatados; PP = Partidos perdidos; GF = Goles a favor; GC = Goles en contra; Pts = Puntos; DG = Diferencia de goles

### Eerste Klasse Sur
| Pos | Equipo          | PJ | PG | PE | PP | GF | GC | Pts | DG  | Notas                                     |
| --- | --------------- | -- | -- | -- | -- | -- | -- | --- | --- | ----------------------------------------- |
| 1   | Willem II       | 18 | 14 | 3  | 1  | 56 | 22 | 31  | +34 | Clasificado al grupo final por el título. |
| 2   | PSV Eindhoven   | 18 | 12 | 1  | 5  | 64 | 36 | 25  | +28 |                                           |
| 3   | NAC             | 18 | 11 | 3  | 4  | 40 | 27 | 25  | +13 |                                           |
| 4   | NOAD            | 18 | 8  | 4  | 6  | 40 | 33 | 20  | +7  |                                           |
| 5   | BVV Den Bosch   | 18 | 8  | 0  | 10 | 51 | 49 | 16  | +2  |                                           |
| 6   | MVV Maastricht  | 18 | 8  | 0  | 10 | 26 | 41 | 16  | -15 |                                           |
| 7   | FC Eindhoven    | 18 | 6  | 3  | 9  | 35 | 50 | 15  | -15 |                                           |
| 8   | LONGA           | 18 | 5  | 2  | 11 | 38 | 43 | 12  | -5  |                                           |
| 9   | RKVV Wilhelmina | 18 | 4  | 2  | 12 | 32 | 52 | 10  | -20 |                                           |
| 10  | RFC Roermond    | 18 | 4  | 2  | 12 | 26 | 55 | 10  | -29 | Descendido a la segunda división.         |

PJ = Partidos jugados; PG = Partidos ganados; PE = Partidos empatados; PP = Partidos perdidos; GF = Goles a favor; GC = Goles en contra; Pts = Puntos; DG = Diferencia de goles

### Eerste Klasse Oeste-I
| Pos | Equipo           | PJ | PG | PE | PP | GF | GC | Pts | DG  | Notas                                     |
| --- | ---------------- | -- | -- | -- | -- | -- | -- | --- | --- | ----------------------------------------- |
| 1   | AFC Ajax         | 18 | 11 | 3  | 4  | 52 | 22 | 25  | +30 | Clasificado al grupo final por el título. |
| 2   | RCH              | 18 | 9  | 4  | 5  | 53 | 37 | 22  | +16 | [Oeste-II]                                |
| 3   | ADO Den Haag     | 18 | 8  | 6  | 4  | 45 | 33 | 22  | +12 | [Oeste-II]                                |
| 4   | FC Hilversum     | 18 | 9  | 3  | 6  | 39 | 41 | 21  | -2  | [Oeste-II]                                |
| 5   | HBS Craeyenhout  | 18 | 8  | 3  | 7  | 48 | 47 | 19  | +1  |                                           |
| 6   | VSV              | 18 | 7  | 5  | 6  | 37 | 38 | 19  | -1  | [Oeste-II]                                |
| 7   | SBV Excelsior    | 18 | 6  | 4  | 8  | 49 | 53 | 16  | -4  |                                           |
| 8   | Sparta Rotterdam | 18 | 6  | 4  | 8  | 38 | 43 | 16  | -5  | [Oeste-II]                                |
| 9   | DFC              | 18 | 5  | 5  | 8  | 37 | 43 | 15  | -6  |                                           |
| 10  | HFC Haarlem      | 18 | 1  | 3  | 14 | 36 | 77 | 5   | -41 | Descendido a la segunda división.         |

PJ = Partidos jugados; PG = Partidos ganados; PE = Partidos empatados; PP = Partidos perdidos; GF = Goles a favor; GC = Goles en contra; Pts = Puntos; DG = Diferencia de goles
[Oeste-II] Equipos trasladados a la división Oeste-II para la próxima temporada.

### Eerste Klasse Oeste-II
| Pos | Equipo              | PJ | PG | PE | PP | GF | GC | Pts | DG  | Notas                                     |
| --- | ------------------- | -- | -- | -- | -- | -- | -- | --- | --- | ----------------------------------------- |
| 1   | Blauw-Wit Amsterdam | 19 | 10 | 6  | 3  | 39 | 26 | 26  | +13 | Clasificado al grupo final por el título. |
| 2   | ZFC                 | 19 | 11 | 2  | 6  | 61 | 40 | 24  | +21 | [Oeste-I]                                 |
| 3   | Feijenoord          | 18 | 9  | 3  | 6  | 53 | 31 | 21  | +21 |                                           |
| 4   | Hermes DVS          | 18 | 6  | 7  | 5  | 36 | 44 | 19  | -8  | [Oeste-I]                                 |
| 5   | HFC EDO             | 18 | 7  | 4  | 7  | 43 | 41 | 18  | +2  |                                           |
| 6   | Koninklijke HFC     | 18 | 6  | 5  | 7  | 40 | 43 | 17  | -3  | [Oeste-I]                                 |
| 7   | HVV Den Haag        | 18 | 7  | 3  | 8  | 41 | 46 | 17  | -5  |                                           |
| 8   | Stormvogels         | 18 | 7  | 2  | 9  | 39 | 43 | 16  | -4  | [Oeste-I]                                 |
| 9   | HVV 't Gooi         | 18 | 6  | 2  | 10 | 28 | 46 | 14  | -18 | [Oeste-I]                                 |
| 10  | VUC                 | 18 | 4  | 2  | 12 | 37 | 57 | 10  | -20 | [Oeste-I]                                 |

PJ = Partidos jugados; PG = Partidos ganados; PE = Partidos empatados; PP = Partidos perdidos; GF = Goles a favor; GC = Goles en contra; Pts = Puntos; DG = Diferencia de goles
[Oeste-I] Equipos trasladados a la división Oeste-I para la próxima temporada.

### Grupo final por el título
| Pos | Equipo              | PJ | PG | PE | PP | GF | GC | Pts | DG |
| --- | ------------------- | -- | -- | -- | -- | -- | -- | --- | -- |
| 1   | Go Ahead            | 8  | 4  | 2  | 2  | 19 | 14 | 10  | +5 |
| 2   | AFC Ajax            | 8  | 4  | 1  | 3  | 19 | 8  | 9   | +9 |
| 3   | Velocitas 1897      | 8  | 3  | 3  | 2  | 13 | 16 | 9   | -3 |
| 4   | Willem II           | 8  | 2  | 2  | 4  | 14 | 18 | 6   | -4 |
| 5   | Blauw-Wit Amsterdam | 8  | 2  | 2  | 4  | 8  | 17 | 6   | -9 |

PJ = Partidos jugados; PG = Partidos ganados; PE = Partidos empatados; PP = Partidos perdidos; GF = Goles a favor; GC = Goles en contra; Pts = Puntos; DG = Diferencia de goles
|                              |
| Campeón Go Ahead 3.er título |